# Medos (Río)
Medos (llamada oficialmente Santa Mariña de Medos) es una parroquia y un lugar del municipio español de Río, en la provincia de Orense, Galicia.

## Toponimia
La parroquia también es conocida por los nombres de Santa María de Medos y Santa Marina de Medos.

## Organización territorial
La parroquia está formada por dos entidades de población:
- Arboiro
- Medos

## Demografía

### Parroquia
| Gráfica de evolución demográfica de Medos (parroquia) entre 2000 y 2023 |
|                                                                         |
| Datos según el nomenclátor publicado por el INE.                        |

### Lugar
| Gráfica de evolución demográfica de Medos (lugar) entre 2000 y 2023 |
|                                                                     |
| Datos según el nomenclátor publicado por el INE.                    |